# Liste der denkmalgeschützten Objekte in Flaurling
Die Liste der denkmalgeschützten Objekte in Flaurling enthält die 13 denkmalgeschützten, unbeweglichen Objekte der Gemeinde Flaurling.

## Denkmäler
| Foto |                 | Denkmal                                                                                                | Standort                                  | Beschreibung | Metadaten |
| ---- | --------------- | --- | ----------------------------------------- | --- | --- |
| ja   | Datei hochladen | Kath. Pfarrkirche hl. Margareta und Friedhof HERIS-ID: 55349 Objekt-ID: 63975 TKK: 19525               | Kirchplatz 1 Standort KG: Flaurling       | Urkundlich wurde 1326 die Weihe einer Kapelle genannt. 1508 erfolgte eine Vergrößerung mit dem Baumeister Oswald Klotz. 1578 erfolgte eine Einwölbung und Verzierung mit gotischen Rippen mit Wolfgang Rosenberger der Jüngere. 1750 war ein Umbau. 1836 erfolgte ein Neubau des Langhauses und damit eine neue Ausrichtung der Kirche mit dem Architekten und Bildhauer Josef Falbesoner. Hochaltarblatt hl. Margarethe, gemalt von Caspar Jele (1843). | BDA-Hist.: Q24276038 Status: § 2a Stand der BDA-Liste: 2025-06-30 Name: Kath. Pfarrkirche hl. Margareta und Friedhof GstNr.: 2230, 2231, 2228 Pfarrkirche hl. Margareta (Flaurling) |
| ja   | Datei hochladen | Bauernhaus Müller HERIS-ID: 104009 Objekt-ID: 120595 TKK: 68973                                        | Kirchplatz 3 Standort KG: Flaurling       | Der dreigeschoßige Einhof stammt im Kern aus der Zeit um 1500. Ende des 19. Jahrhunderts wurde er nach Westen erweitert. Der Wohnteil mit Satteldach ist gemauert und hat einen ostseitig angebauten Treppenturm, der Wirtschaftsteil mit Pfettendach ist in Mischbauweise ausgeführt. Die südliche Giebelfassade ist mit gemalten Eckquadern und querovalen Ochsenaugen im Giebelfeld gegliedert und weist ein Rundbogenportal sowie ein barockes Wandbild in Kartuschenrahmen (Verehrung der Mariahilf-Madonna) auf. Im Inneren des Wohnteils haben sich ein tonnengewölbter Keller mit Stichkappen, ein kreuzgratgewölbter Hausgang und eine tonnengewölbte Küche erhalten. | BDA-Hist.: Q37798776 Status: Bescheid Stand der BDA-Liste: 2025-06-30 Name: Bauernhaus Müller GstNr.: 2255                                                                          |
| ja   | Datei hochladen | Kreuzkapelle HERIS-ID: 103939 Objekt-ID: 120507 TKK: 68947                                             | vor Lände 2 Standort KG: Flaurling        | Die offene Kapelle mit Rundapsis und vorgeblendetem, auf zwei Säulen ruhendem Fassadengiebel stammt aus der zweiten Hälfte des 18. Jahrhunderts. In der Rundbogennische beherbergt sie ein Kruzifix. | BDA-Hist.: Q37798659 Status: § 2a Stand der BDA-Liste: 2025-06-30 Name: Kreuzkapelle GstNr.: 2178                                                                                   |
| ja   | Datei hochladen | Länd-Kapelle HERIS-ID: 103933 Objekt-ID: 120501 TKK: 68946                                             | westlich Lände 11 Standort KG: Flaurling  | Die rechteckige, gemauerte Kapelle mit leicht eingezogenem, polygonalem Chorschluss wurde 1770 vom Flaurlinger Schmied Christian Schönherr gestiftet. Die überhöhte Blendfassade ist mit einem Rundbogenportal, einem Ochsenauge und einem Giebelreiter gestaltet. Der Innenraum weist ein Kreuzgratgewölbe über Stuckpilastern auf. | BDA-Hist.: Q37798649 Status: § 2a Stand der BDA-Liste: 2025-06-30 Name: Länd-Kapelle GstNr.: .421                                                                                   |
| ja   | Datei hochladen | Bauernhaus Mugeler, ehem. Mesnerhaus HERIS-ID: 39070 Objekt-ID: 38775 TKK: 68966                       | Neunergasse 9 Standort KG: Flaurling      | Das zweigeschoßige Bauernhaus mit teilweise frei liegendem Kellergeschoß, weit vorkragendem Satteldach und geschnitztem Bundwerkgiebel stammt im Kern aus dem 16. Jahrhundert, das Bundwerk ist inschriftlich 1707 datiert. Die Fassade ist durch Eckerker und Steingesimse gegliedert und mit einem Wandbild mit der Verkündigung Mariens aus der Zeit um 1700 geschmückt. Rechts an die Hauptfassade anschließend befindet sich ein breites Rundbogentor und der Stiegenaufgang in das überhöhte Erdgeschoß. Die Söller im Erd- und Obergeschoß sind mit einfachen Bretterbrüstungen versehen. Im Inneren haben sich ein stichkappengewölbter Flur im Kellergeschoß und tonnengewölbte Räume erhalten. | BDA-Hist.: Q37986785 Status: Bescheid Stand der BDA-Liste: 2025-06-30 Name: Bauernhaus Mugeler, ehem. Mesnerhaus GstNr.: 2227                                                       |
| BW   | Datei hochladen | Paarhof Duxer HERIS-ID: 111583 Objekt-ID: 129534 TKK: 140215, 140216seit 2021                          | Oberdorf 4 Standort KG: Flaurling         | Das dreigeschoßige gemauerte Wohnhaus des Paarhofes mit Satteldach hat einen Baukern aus dem Anfang des 14. Jahrhunderts in der Nordwesthälfte des heutigen Gebäudes mit zwei gewölbten Räumen. Das spätromanische, lagig geschichtete Mauerwerk besteht teilweise aus opus spicatum und weist zwei Schlitzfenster in der Südwestfassade auf. Anfang des 16. Jahrhunderts wurde das Gebäude aufgestockt und auf die heutige Größe erweitert. In der ersten Hälfte des 19. Jahrhunderts wurde es erneut aufgestockt. Das Haus ist mit der Giebelfassade zur Straße nach Nordosten ausgerichtet und über einen Mittelflurgrundriss erschlossen. An der Eingangsfassade befinden sich ein schlichter Bundwerkgiebel und ein flachbogig geschlossenes Portal. Die Flure in den beiden Hauptgeschoßen sind mit Stichkappengewölbe versehen und durch einen überwölbten, gewendelten Treppenaufgang verbunden. Im Erdgeschoß und im Obergeschoß finden sich Küchen und weitere Räume mit Stichkappengewölbe. Das zweigeschoßige Wirtschaftsgebäude mit Satteldach liegt südöstlich des Wohnhauses. Das ebenerdige, gemauerte Stallgeschoß stammt aus dem 16./17. Jahrhundert. Die darüber liegende Heulege wurde nach einem Brand 1913 in Ständerbauweise gezimmert. Der von Nordwesten erschlossene Stall ist in drei Abschnitte geteilt. Der größte Teil in der nordöstlichen Gebäudehälfte ist mit einem auf Pfeilern ruhenden Kreuzgratgewölbe versehen. Im Südosten befindet sich ein weiterer, mit Kreuzgratgewölben und Pfeilern versehener Stallteil. | BDA-Hist.: Q105672565 Status: Bescheid Stand der BDA-Liste: 2025-06-30 Name: Paarhof Duxer GstNr.: .412/1, .413, 2248, .412/2                                                       |
| ja   | Datei hochladen | Hofkapelle, Marienkapelle HERIS-ID: 69381 Objekt-ID: 82464 TKK: 19106                                  | bei Ram 6 Standort KG: Flaurling          | Die einjochige gemauerte Kapelle mit Rundchor, Satteldach und Glockentürmchen wurde 1873 erbaut. Die Fassaden sind durch Putzbänder gegliedert, an der Giebelfassade befindet sich ein Rundbogenportal mit zwei flankierenden Rundbogenfenstern. Der Innenraum weist eine Balkendecke und einen architektonisch abgesetzten Chorraum auf. | BDA-Hist.: Q38122353 Status: Bescheid Stand der BDA-Liste: 2025-06-30 Name: Hofkapelle, Marienkapelle GstNr.: .403                                                                  |
| ja   | Datei hochladen | Risgebäude mit Gartenraum HERIS-ID: 55348 Objekt-ID: 63972 TKK: 68942                                  | Risweg 7, 8, 10 Standort KG: Flaurling    | Auch Rishaus, Risschlössl, Riesgebäude, Ansitz Ris, Ansitz Risenegg, Flaurlinger Schlösschen, Widum Flaurling; Jagdschloss des Sigismund von Tirol, 1500 zum Pfarrgut umgebaut; Ensemble aus Filialkirche Flaurling, Ansitz, Pfarramt, Wirtschaftsgebäuden, Barockgarten von 1745 und Kalvarienberg aus dem 19. Jahrhundert. | BDA-Hist.: Q38064881 Status: Bescheid Stand der BDA-Liste: 2025-06-30 Name: Risgebäude mit Gartenraum GstNr.: 2241, 2243 Risgebäude mit Gartenraum                                  |
| ja   | Datei hochladen | Gasthof Goldener Adler HERIS-ID: 39069 Objekt-ID: 38774 TKK: 68959                                     | Salzstraße 2 Standort KG: Flaurling       | Der Gasthof wurde 1413 erstmals urkundlich erwähnt und diente mit seinen großteils noch bestehenden Nebengebäuden als Umschlagplatz für Salz, Kornlager, Pferdewechselstation und Herberge. Der im Kern aus dem 15. Jahrhundert stammende zweigeschoßige gemauerte Bau weist ein vorkragendes Satteldach und einen Bundwerkgiebel von 1614 auf. Aus der Erbauungszeit stammen die hohlgekehlten Fenster, der dreiseitige Erker mit Zeltdach und das steinerne Rundbogenportal, aus der Barockzeit die reiche Fassadenmalerei mit der Darstellung eines Salztransportes von 1616, der Holzgiebel und das Glockentürmchen. Im Inneren haben sich ein stichkappengewölbter Flur im Erdgeschoß und eine einfache barocke Stuckdecke im Obergeschoß erhalten. | BDA-Hist.: Q37986774 Status: Bescheid Stand der BDA-Liste: 2025-06-30 Name: Gasthof Goldener Adler GstNr.: 2290                                                                     |
| ja   | Datei hochladen | Bauernhaus Schlössler HERIS-ID: 41563 Objekt-ID: 42080 TKK: 68961                                      | Salzstraße 13 Standort KG: Flaurling      | Der ehemalige Turm von Flaurling stammt im Kern aus der zweiten Hälfte des 13. Jahrhunderts. Durch einen Brand wurde er 1884 teilweise zerstört und wird seither als Bauernhof verwendet. Im südlichen Teil hat sich der Turm mit romanischem Mauerwerk im Sockelbereich erhalten. An der Westseite lehnt sich ein Anbau mit Fachwerk im Obergeschoß sowie abgeschlepptem Dach an. An der Fassade finden sich zahlreichen Baudetails wie alte Putzbestände, ein vergittertes gotisches Fenster und ein gotischer Kaminerker. Im Inneren haben sich ein kreuzgratgewölbter Flur im Erdgeschoß aus dem 16. Jahrhundert, tonnengewölbte Kellerräume und zahlreiche Baudetails aus dem 15. bis 19. Jahrhundert erhalten. | BDA-Hist.: Q38001671 Status: § 57-Mandatsbescheid Stand der BDA-Liste: 2025-06-30 Name: Bauernhaus Schlössler GstNr.: 2380                                                          |
| ja   | Datei hochladen | Fraktionskapelle Schwaighof, Schweighof-Kapelle HERIS-ID: 103969 Objekt-ID: 120547 TKK: 68950seit 2015 | bei Schwaighof 14 Standort KG: Flaurling  | Der einjochige gemauerte Kapellenbau mit runder Apsis, Satteldach und kleinem geschindeltem Dachreiter wurde am Ende des 18. Jahrhunderts errichtet. Der tonnengewölbte Innenraum ist mit einem gemalten Altarbaldachin geschmückt. | BDA-Hist.: Q37798700 Status: Bescheid Stand der BDA-Liste: 2025-06-30 Name: Fraktionskapelle Schwaighof, Schweighof-Kapelle GstNr.: .395 Fraktionskapelle Schwaighof                |
| ja   | Datei hochladen | Kalvarienbergkapelle HERIS-ID: 103927 Objekt-ID: 120494 TKK: 19529                                     | Standort KG: Flaurling                    | Die Kalvarienbergkapelle des Widums Flaurling ist ein mächtiger offener Säulenbau mit Rundapsis und Portikus, sowie einem Satteldach. Das Giebelbild entstand um 1800 und zeigt Moses und die Eherne Schlange. Innen befindet sich ein Wandbild Ausblick auf Jerusalem und eine klassizistische Kreuzgruppe. Unter der doppelläufigen Treppe steht der so genannte Zinnenturm, ein einfacher kleiner Rundtempel mit Rundbogenfenster, aus dem Jahre 1869. Die Kapelle war einst zur Gänze bemalt, von 1965 bis 1966 wurde sie von Herbert Wachter restauriert. | BDA-Hist.: Q37798612 Status: § 2a Stand der BDA-Liste: 2025-06-30 Name: Kalvarienbergkapelle GstNr.: .140 Kalvarienbergkapelle Flaurling                                            |
| ja   | Datei hochladen | 11 Kreuzwegkapellen HERIS-ID: 103929 Objekt-ID: 120496 TKK: 68166, 68513, 68669, …                     | südlich Oberdorf 2 Standort KG: Flaurling | Der Kreuzweg des Widums Flaurling wurde von 1824 bis 1856 errichtet. Die elf offenen bildstockartigen Stationskapellen haben einen Säulenvorbau und ein schindelgedecktes Satteldach. Der Kreuzweg führt zur Kalvarienbergkapelle. Die modernen Kreuzwegmosaike stammen von Herbert Wachter aus dem Jahre 1966. | BDA-Hist.: Q37798620 Status: § 2a Stand der BDA-Liste: 2025-06-30 Name: 11 Kreuzwegkapellen GstNr.: 1203, 1208, 1210/2 11 Kreuzwegkapellen Flaurling                                |